# Mulan (1998)
Mulan ist der 36. abendfüllende Zeichentrickfilm der Walt-Disney-Studios und erschien im Jahr 1998. Er basiert frei auf Motiven der chinesischen Ballade von Hua Mulan. 
2020 erschien mit dem Realfilm Mulan eine Neuadaption.

## Handlung
Fa Mulan ist ein mutiges, intelligentes Mädchen, das unter der Rollenvorstellung im mittelalterlichen China leidet. Aus Liebe zu ihren Eltern, deren einziges Kind sie ist, ordnet sie sich aber unter und stellt sich wie gewünscht zusammen mit vielen anderen Töchtern einer Heiratsvermittlerin vor. Durch allerlei Missgeschicke wird der Besuch zum Desaster und vor allen Leuten blamiert muss sie nach Hause zurückkehren. Ihr Vater reagiert aber trotz seiner Enttäuschung freundlich und tröstet Mulan.
Kurz darauf kommen Gesandte des Kaisers in das Dorf. Die Hunnen unter der Führung Shan Yus haben die Chinesische Mauer gestürmt und auf Befehl des Kaisers soll ein Mann aus jeder Familie eingezogen werden, um die chinesische Armee zu verstärken. Da er keinen Sohn hat, fällt diese Rolle zwangsläufig Mulans Vater zu, der den Befehl stoisch entgegennimmt, obwohl er wegen einer Verletzung aus einem früheren Krieg auf einen Gehstock angewiesen ist. Mulan ist entsetzt und bittet den Gesandten vergeblich um die Befreiung vom Kriegsdienst, wird jedoch von ihrem Vater scharf zurechtgewiesen.
In der Nacht beschließt sie aus Verzweiflung, sich anstelle ihres Vaters im Ausbildungslager zu melden. Sie schneidet sich die Haare, entwendet die Uniform und den Einberufungsbefehl ihres Vaters und reitet verkleidet davon. Ihr Fehlen wird schnell bemerkt, doch ihre Eltern erkennen, dass sie keine Chance haben, Mulan zurückzuholen, ohne sie zu verraten – und auf das Verkleiden als Mann steht die Todesstrafe. Ihre Großmutter betet daraufhin zu den Urahnen der Familie, damit sie Mulan beschützen.
Und tatsächlich tut sich was im Schrein der Familienahnen: Sämtliche Ahnen erscheinen als Geister und beraten darüber, wie Mulan gestoppt werden kann, ohne enttarnt zu werden und die Ehre der Familie zu beschmutzen. Sie entscheiden, ihr einen Familienwächter hinterherzuschicken. Der kleine Drache Mushu, der ebenfalls mal ein Wächter war, bevor ein Auftrag schieflief und der jetzt als Strafe nur noch den Gong schlagen darf, soll den stärksten Wächter erwecken, zerstört dabei aber versehentlich die Statue. Er kann die Ahnen täuschen und eilt Mulan hinterher mit dem Plan, sie zu einer Kriegsheldin zu machen, statt sie zurückzuholen, um sich wieder als Wächter zu etablieren.
Mushu holt Mulan vor dem Lager ein und bietet seine zweifelhafte Hilfe an, die die mittlerweile ängstliche Mulan annimmt. Im Lager angekommen fällt sie durch ihr seltsames, betont männliches Verhalten auf, aber niemand zweifelt an ihrem Geschlecht. Von ihren Mitrekruten wird sie gehänselt und ihr Ausbilder und Hauptmann Shang hält sie für ungeeignet. Als er sie schon nach Hause schicken will, weil sie nicht so stark wie die anderen ist, beweist sie ihm aber, dass sie durch ihre Intelligenz ihre körperliche Unterlegenheit mehr als wettmachen kann, indem sie eine Aufgabe löst, an der alle anderen gescheitert sind. In der Folge gewinnt sie den Respekt ihrer Mitrekruten und auch Freunde, hat aber immer wieder Probleme, ihr Geschlecht geheim zu halten. Zudem fühlt sie sich sehr zu Shang hingezogen.
Durch einen Hinterhalt wird das chinesische Hauptheer unter der Führung von Shangs Vater von den Hunnen niedergemetzelt, so dass Mulans kleine Einheit in den Bergen plötzlich der gesamten hunnischen Streitmacht gegenübersteht. Mulan kann aber durch eine Rakete eine Lawine auslösen und vernichtet so auf einen Schlag vermeintlich die gesamte Streitmacht, zudem rettet sie danach Shang, wird dabei aber verletzt. Als ihre Wunden versorgt werden, wird ihre wahre Identität enthüllt und Shang aufgefordert, das Todesurteil zu vollstrecken, der sie aber verschont, weil sie zuvor sein Leben gerettet hat. Mulan wird in den Bergen zurückgelassen.
Während Shangs Truppe zur Siegesparade in Peking einzieht, stellt Mulan fest, dass Shan Yu und fünf seiner nächsten Gefolgsleute überlebt haben. Sie eilt nach Peking und versucht, Shang und ihre Freunde auf die Gefahr aufmerksam zu machen. Shan Yu kann den Kaiser entführen, aber Mulan schafft es zusammen mit den anderen, seine Gefolgsleute und letztlich ihn zu besiegen. Statt sie zu tadeln, weil sie sich als Mann verkleidet hat, ehrt der Kaiser ihre Leistungen und ganz Peking verbeugt sich vor dem tapferen Mädchen.
Zurück daheim schenkt Mulan ihrem Vater die Medaille des Kaisers und das Schwert Shan Yus. Fa Zhou schließt seine Tochter in die Arme und sagt ihr, dass es die größte Ehre für ihn ist, eine solche Tochter zu haben. Shang ist ihr außerdem auf Anraten des Kaisers nachgereist und wird von Mulan glücklich begrüßt. Am Ende wird auch Mushu von den Ahnen wieder als Familienwächter eingestellt.

## Produktionsgeschichte
Mulan war ursprünglich als Kurzfilm mit dem Titel China Doll geplant. Dieser Kurzfilm sollte von einem chinesischen Mädchen handeln, das einen britischen Prinzen trifft, mit dem zusammen es am Ende in seine britische Heimat reist. Dann beauftragte die Zeichentrickabteilung von Disney den Kinderbuchautor Robert D. San Souci, dieser sollte mithelfen, aus dem chinesischen Gedicht Das Lied von Fa Mu Lan einen abendfüllenden Zeichentrickfilm umzusetzen – und er schrieb dann auch das Drehbuch für den Film.
Die Arbeiten an dem Zeichentrickfilm Mulan begannen im Jahr 1994. Zuvor reiste eine von dem Produktionsteam ausgewählte Gruppe von Animationskünstlern für drei Wochen nach China, um Fotografien und Zeichnungen der chinesischen Landschaften und Städte zu erstellen. Unter anderem machte die Gruppe auch Zeichnungen und Skizzen der Chinesischen Mauer und der Verbotenen Stadt. Diese Materialien dienten dem Produktionsteam als große Inspiration für den Zeichentrickfilm und dessen Produktion – so wurden viele Zeichnungen und Skizzen dieser China-Reise bis auf kleine Veränderungen komplett in den Film übernommen. Ebenso erstellte diese Gruppe auch Notizen über die chinesische Gesellschaft und ihre Kultur. Die Produzenten entschieden während dieser Zeit auch, dass Mulan einen anziehenden und selbstlosen Charakter bekommen solle. Für den Film verwendete man dann einen Zeichentrickstil, der sich sehr an die Chinesische Malerei anlehnte. Größtenteils nutzte man für die Zeichnungen Wasserfarben sowie einen eher rundlichen Zeichenstil mit einem einfachen Design und weniger aufwändigen Details – im Gegensatz zu den Filmen Der König der Löwen und Der Glöckner von Notre Dame, wo die meisten Szenen sehr detailliert gezeichnet wurden.
Für eine Kampfsequenz im Film entwickelte das Produktionsteam eine Simulations-Software mit dem Namen Attila. Diese Software ermöglichte eine einfachere Animation von aufwändigen Massenszenen. So wurden mit diesem Programm rund 2000 Hunnensoldaten für diese Kampfszene animiert. Pixars Software RenderMan kam ebenfalls zum Einsatz. Zudem wurde für Mulan noch die Software Faux Plane entwickelt, die dazu diente, mehr Tiefe in den Zeichnungen zu erzeugen, damit diese Zeichnungen nachher realistischer erscheinen. Insgesamt verwendete man Faux Plane für 5 Einzelzeichnungen, unter anderem für die dramatische Szene, in der die Chinesische Mauer zu sehen ist, und in der letzten Kampfszene, in der Mulan in die Verbotene Stadt zurückkehrt. Während der Szene, in der sich die Chinesen zu Mulan beugen, ist die Masse ein panoramischer Film von realen Personen. Die Zeichnungen wurden in den lebhaften Vordergrund der Szene redigiert.

## Synchronisation
Die Synchronisation gab die Berliner Synchron in Auftrag. Andreas Fröhlich schrieb das Dialogbuch und führte die Dialogregie. Die Liedertexte wurden von Helmut Frey und Leslie Mandoki ins Deutsche übersetzt, zudem übernahm Mandoki die musikalische Leitung der Aufnahmen.
| Rolle                  | Originalsprecher | Synchronsprecher       |
| Mulan                  | Ming-Na Wen      | Cosma Shiva Hagen      |
| Mulan (Gesang)         | Lea Salonga      | Caroline Vasicek       |
| Mushu                  | Eddie Murphy     | Otto Waalkes           |
| Li Shang               | B. D. Wong       | Hannes Jaenicke        |
| Li Shang (Gesang)      | Donny Osmond     | Stefan Erz             |
| Yao                    | Harvey Fierstein | Tommi Piper            |
| Ling                   | Gedde Watanabe   | Wilfried Herbst        |
| Ling (Gesang)          | Matthew Wilder   | Uwe Adams              |
| Chien-Po               | Jerry Tondo      | Markus Majowski        |
| Chien-Po (Gesang)      | Jerry Tondo      | Sebastian Krumbiegel   |
| Shan-Yu                | Miguel Ferrer    | Oliver Stritzel        |
| Großmutter Fa          | June Foray       | Tilly Lauenstein       |
| Großmutter Fa (Gesang) | Marni Nixon      | Alice Franz            |
| Heiratsvermittlerin    | Miriam Margolyes | Evelyn Meyka           |
| Erster Ahn             | George Takei     | Wolfgang Dehler        |
| Fa Zhou                | Soon-Tek Oh      | Horst Buchholz         |
| Chi Fu                 | James Hong       | Ernst Wilhelm Lenik    |
| Fa Li                  | Freda Foh Shen   | Inken Sommer           |
| Kaiser                 | Pat Morita       | Friedrich Schoenfelder |
| General Li             | James Shigeta    | Jürgen Kluckert        |

## Lieder
- Ehre für das Haus (engl.: Honor to Us All) – Gesungen auf Mulans Weg zur Heiratsvermittlung
- Spiegelbild (engl.: Reflection) – Gesungen von Mulan nach der gescheiterten Vermittlung
- Sei ein Mann (engl.: I'll Make a Man Out of You) – Gesungen von Shang im Lager während des Trainings der Rekruten
- Eine Frau, für die ein Kampf sich lohnt (engl.: A Girl Worth Fighting For) – Gesungen von den Soldaten auf dem Weg zur Unterstützung der kaiserlichen Armee
- True to Your Heart von Stevie Wonder und 98 Degrees
- Reflection gesungen von Christina Aguilera (Aguileras erste Single)

## Kritik
„Ein abenteuerlicher, von chinesischer Kunst inspirierter Zeichentrickfilm von außergewöhnlicher visueller Geschlossenheit, der ebenso spannende wie amüsante Unterhaltung bietet. Ganz nebenbei entspinnt er einen auch für Erwachsene durchaus spannenden Diskurs über Geschlechterrollen und Männlichkeitsbilder.“

## Auszeichnungen (Auswahl)
Die Musik des Films war 1999 für den Oscar in der Kategorie Beste Filmmusik nominiert. In mehreren Kategorien wurde die Produktion mit dem Annie Award ausgezeichnet. Die Deutsche Film- und Medienbewertung (FBW) vergab das Prädikat besonders wertvoll.

## Fortsetzungen
- Im Juli 2005 erschien Mulan 2 direkt auf VHS und DVD.
- Auch eine zweite Fortsetzung war geplant, deren Pläne jedoch letztendlich fallen gelassen wurden.